# Entnahmekondensationsturbine

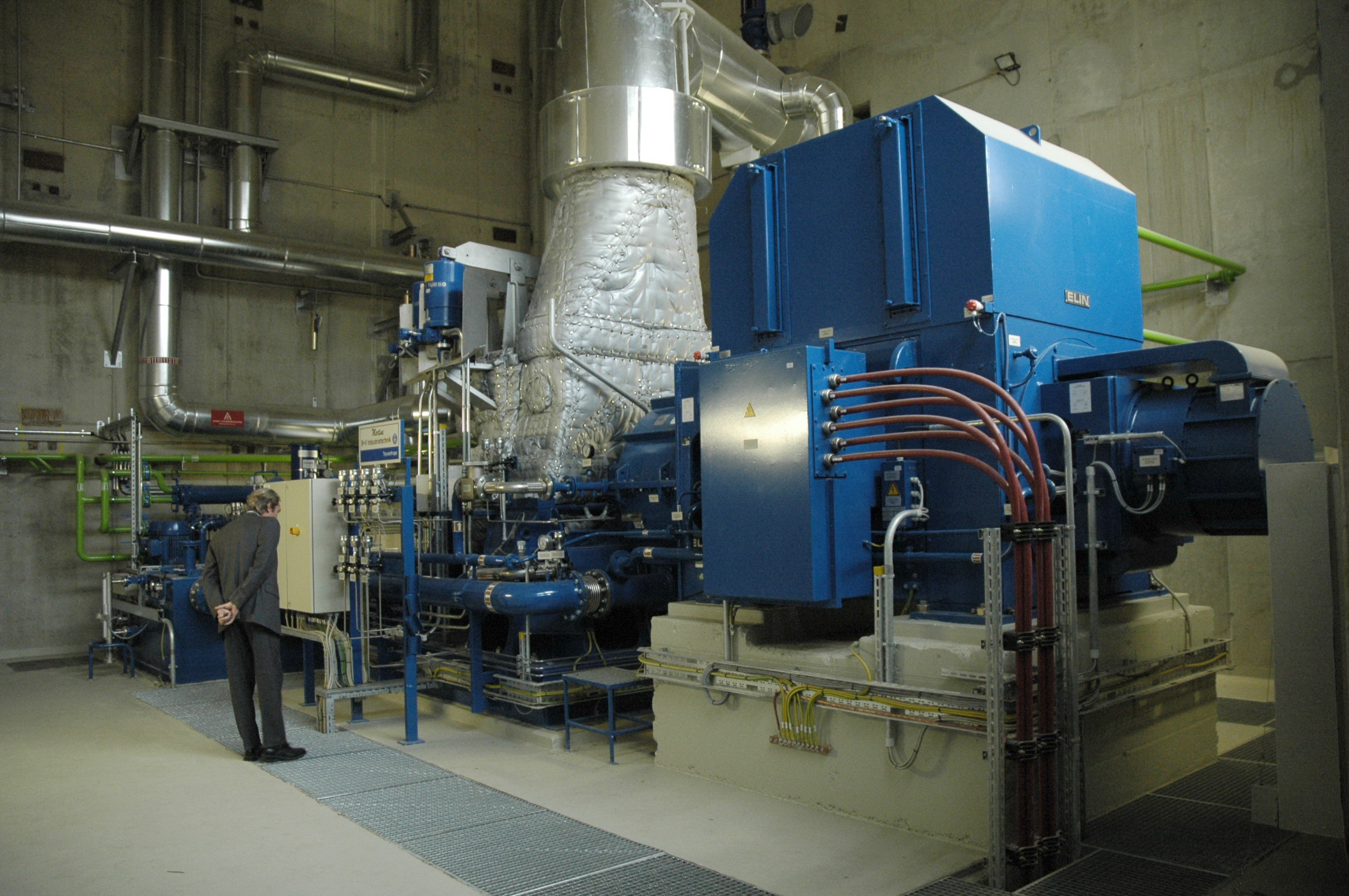
Dampfturbine des Biomasseheizkraftwerkes Mödling. Baujahr: 2006, Leistung: 5.000 kW, Drehzahl des Läufers: 12.000 1/min

Als Entnahmekondensationsturbine (auch Entnahmedampfturbine genannt) bezeichnet man eine Dampfturbine, bei der ein Teil des Dampfes bei höheren Drücken entnommen werden kann, aber auch eine vollständige Ausnutzung der Dampfenthalpie bis zum Kondensationsdruck möglich ist.
Die Dampfturbine hat eine oder mehrere Anzapfstellen, aus denen teilentspannter Dampf für die Fernwärme oder für einen industriellen Prozess entnommen werden kann (vergleiche: Kraft-Wärme-Kopplung). Dieser an Anzapfstellen entnommene Dampf hat ein höheres Temperatur- und Druckniveau als der vollständig entspannte Dampf, der nach der Turbine in den Kondensator geleitet wird.
Die Regelung an den Entnahmestellen kann durch folgende Einrichtungen erfolgen:
- durch ein Entnahmeregelrad,
- verstellbare Leitschaufeln oder
- eine Überströmdrossel.

Solche Anlagen können bedarfsgerecht betrieben werden, so dass bei fehlendem Wärmebedarf der gesamte Dampf im Niederdruckteil der Turbine entspannt wird. So kann die Enthalpie bei höchstmöglichem Wirkungsgrad bis zur Teilkondensation in der Turbine in technische Arbeit und über den Generator in elektrische Energie umgesetzt werden. Umgekehrt geht bei Auskopplung von Nutzwärme die elektrische Leistung zurück (Stromverlust), weil der entnommene Dampf dann im Niederdruckteil der Turbine keine Arbeit mehr verrichten kann.

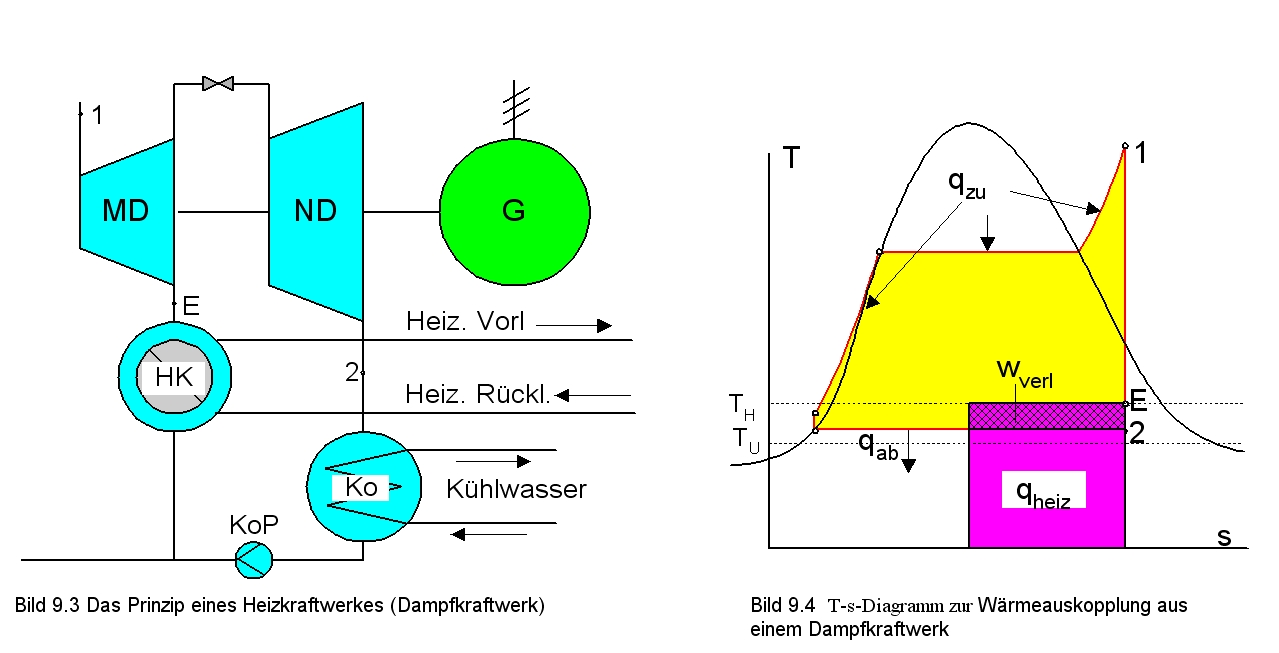
Prozess einer Entnahmekondensationsturbine dargestellt als Schema und im T-s-Diagramm,
1...Eintritt des Dampfes, E...Entnahmestelle, 2...Abdampf gleich Kondensationszustand,
G...Generator, Ko...Kondensator, HK...Heizkondensator, MD...Mitteldruck-Dampfturbinenteil, ND...Niederdruck-Dampfturbinenteil, KoP...Kondensatpumpe